# Ramona Siebenhofer

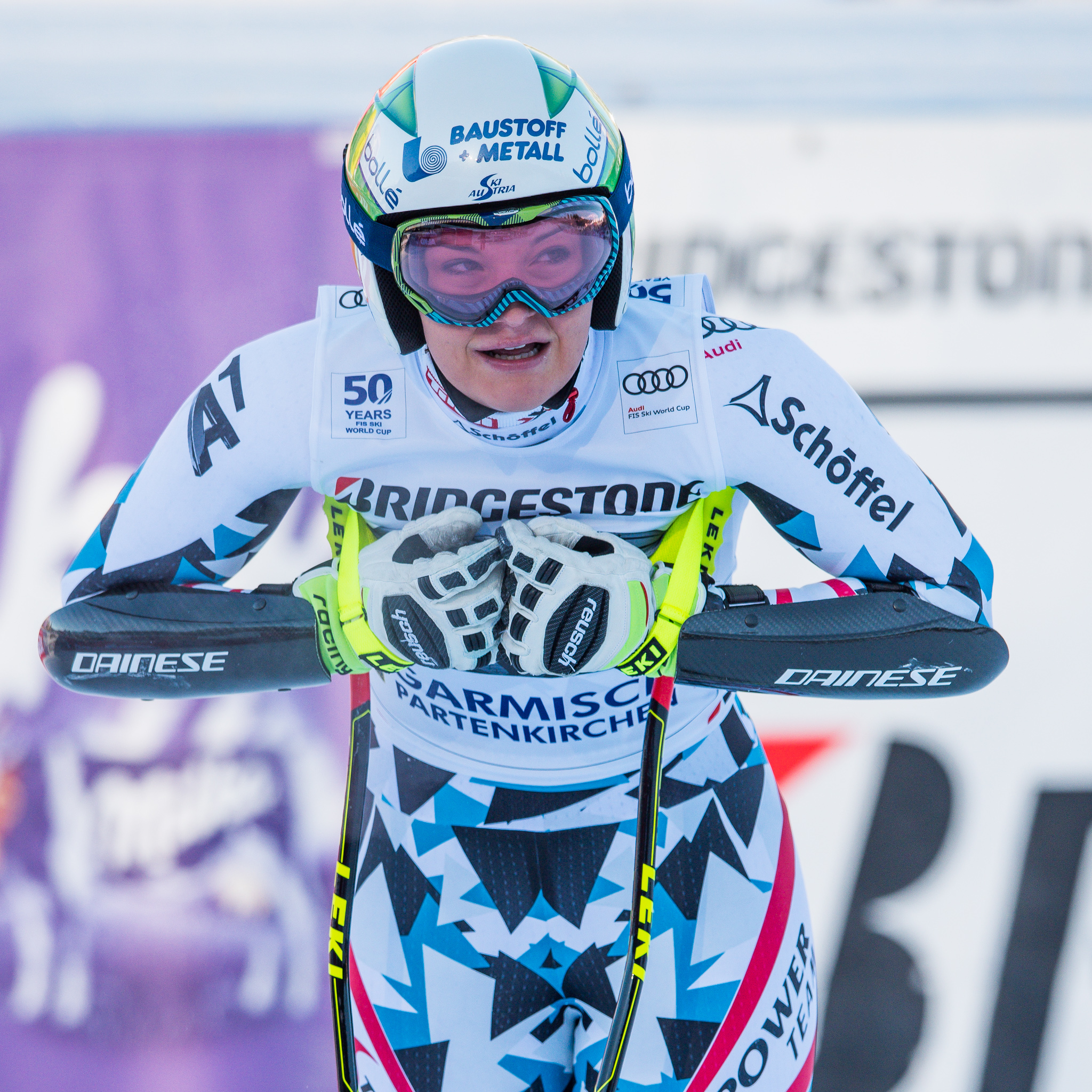
Ramona Siebenhofer (2017)

Ramona Siebenhofer nació el 29 de julio de 1991 en Tamsweg (Austria), es una esquiadora que tiene 1 pódium en la Copa del Mundo de Esquí Alpino.

## Resultados

### Copa del Mundo

#### Clasificación general Copa del Mundo
- 2009-2010: 90.ª
- 2013-2014: 62.ª
- 2014-2015: 70.ª

#### Clasificación por disciplinas (Top-10)
- 2013-2014:
  - Combinada: 7.ª